# Фернвеј (Пенсилванија)
Фернвеј (енгл. Fernway) насељено је место без административног статуса у америчкој савезној држави Пенсилванија.

## Демографија
По попису из 2010. године број становника је 12.414, што је 226 (1,9%) становника више него 2000. године.
| Група             | 2000.          | 2010.          |
| Белци             | 11.786 (96,7%) | 11.564 (93,2%) |
| Афроамериканци    | 129 (1,1%)     | 153 (1,2%)     |
| Азијати           | 130 (1,1%)     | 316 (2,5%)     |
| Хиспаноамериканци | 77 (0,6%)      | 236 (1,9%)     |
| Укупно            | 12.188         | 12.414         |